# Man's Ruin Revisited
Man's Ruin Revisited es el tercer álbum de la banda de heavy metal, The Black League lanzado en 2004 por Spinefarm Records.

## Canciones
1. Old World Monkey
2. Alive & Dead
3. Cold Women & Warm Beer
4. Hot Wheels
5. Black Water Fever
6. Lost in the Shadoes, I Walk Alone
7. Ain't No Friend o' Mine
8. The Healer
9. Crooked Mile
10. Mad Ol' Country
11. Man's Ruin... Revisited
12. Better Angles

- Datos: Q6746071